# Пруденшл-центр
40°44′01″ пн. ш. 74°10′16″ зх. д. / 40.733611° пн. ш. 74.171111° зх. д.
 «Пруденшл-центр»  (англ. Prudential Center) — спортивний комплекс у Ньюарку, США, відкритий в 2007; люб'язно прозваний «Скеля». Місце проведення міжнародних змагань із кількох видів спорту та домашня арена для команди Нью-Джерсі Девілс, НХЛ .